# Polypedilum iriogeheum
Polypedilum iriogeheum är en tvåvingeart som beskrevs av Sasa och Suzuki 2000. Polypedilum iriogeheum ingår i släktet Polypedilum och familjen fjädermyggor. Inga underarter finns listade i Catalogue of Life.